# Edisson Deníssov
Edisson Vassílievitx Deníssov rus: Эдисо́н Васи́льевич Дени́сов (Tomsk, Sibèria, 6 d'abril de 1929 – París, 24 de novembre de 1996) fou un compositor rus. El 1994 fou nomenat Artista del Poble de Rússia. Precisament aquest any 1994, Edison Denisov va patir un greu accident de cotxe a Staraya Ruza, i va ser traslladat a França per rebre tractament (on feia temps que la seva feina era coneguda i demandada). Hi va viure els dos últims anys de la seva vida, visitant periòdicament Rússia. Es va convertir en ciutadà honorari de París i va rebre el premi estatal més alt de França: l'Orde de la Legió d'Honor.
Primer va estudiar matemàtiques a la Universitat de Tomsk. El 1951 es traslladà a Moscou on assumí els estudis musicals al Conservatori d'aquesta ciutat amb Vissarion Xebalín, estudià composició, orquestració amb Nikolai Ràkov, anàlisi amb Viktor Zuckerman i piano amb Vladímir Belov, que acabà el 1956.
En els anys seixanta, Deníssov es dedicà a un estudi en profunditat de la labor de la "clàssica" de compositors del segle XX (Stravinski, Bartók, la Segona Escola de Viena) i de l'art occidental contemporani (Boulez, Stockhausen i Lutoslawski). Aquest període correspon a la seva recerca vers un estil personal què, amb el temps, estava començant a afirmar-se en vocal i instrumental de peces. De gran importància pel seu desenvolupament posterior demostrant ser la peça vocal de cambra Le soleil des Incas, estrenada el 1964 per Guennadi Rojdéstvenski a Leningrad (avui Sant Petersburg) i, posteriorment, realitzat per Bruno Maderna, Pierre Boulez i altres directors per tot Europa i Amèrica, aquest treball marcà la fita de sortida pel compositor de llur estil personal.
En la dècada següent, Deníssov es concentrà en obres per a grans conjunts i escrigué la majoria dels seus concerts, molts dels quals foren encàrrecs pels preeminents solistes occidentals, Aurèle Nicolet (flautista), Heinz Hollinger (oboè), Eduard Brunner (clarinet) i el saxofonista Jean-Marie Londeix. L'estrena mundial del Concert per a violí fou donat a Milà per Gidon Kremer. La rigorosa organització de l'estructura musical que va ser una característica de la producció de Deníssov en la dècada dels seixanta, donà pas gradualment a una flexible i lliure ús de les més variades tècniques de composició i processos, dictat pel caràcter general de cada obra.
Per a Deníssov, la dècada dels vuitanta correspongué al període de la maduresa, i la lírica d'una naturalesa molt vocal, i determinada per una sèrie de característiques entonacions, en particular, sobre la base de motius segon i terceres parts. Això resta escrit, que sovint recorda l'heterofonia de les cançons populars russes, caracteritzades per ritmes molt diversificats i amb nombroses dificultats pels artistes intèrprets i executants. Finalment, es tractava d'un art dramàtic que implica un desenvolupament progressiu dels materials i els episodis que important culminació. Fou durant aquests anys que el compositor escrigué llurs obres més notables: l'òpera L'écume des jours, estrenada el 1981 en l'Opéra-Comique de París, l'òpera de cambra Quatre jeunes filles (Quatre jovenetes), basada en una obra de teatre de Pablo Picasso, el ballet de la Confessió, basat en la novel·la d'Alfred de Musset, i un Rèquiem. Durant aquest període, el compositor s'inspirà en els grans temes vinculats a l'existència i la religió. El seu treball ara expressat en una espècie de simbolisme a treves de la melodia, l'harmonia, el ritme i timbres. Aquest estil continuà en la dècada dels noranta.
Deníssov rebé dues comandes de les Ensamble Inter Contemporain en el seu desè aniversari, l'altra de Daniel Barenboim per celebrar el vintè. Aniversari de l'Orquestra de París. Per aquesta ocasió Deníssov compongué la seva Primera Simfonia, que Barenboim estrenà en la sala Pleyel el 1988 i realitza tres vegades a Chicago el 1991. Deníssov també escriví per una sèrie de films i partitures de música incidental durant les quasi tres dècades que col·laborà amb Iuri Liubímov, director del Teatre Taganka a Moscou, posades en producció a Rússia i per tot Europa.
Des del 1959, havia ensenyat l'anàlisi de formes musicals i orquestració en el Conservatori de Moscou i, a partir de 1992, la composició. El 1990, es feu càrrec de la direcció a Moscou de l'Associació de Música Contemporània. El 1990-91, fou convidat per Pierre Boulez per treballar en l'IRCAM (Institut Experimental de Música de París). Deníssov va ser membre corresponent de l'Acadèmia de Belles Arts i les Lletres de la Baviera i de Berlín. El 1986, va ser nomenat membre Oficial de l'Acadèmia de les Arts i les Lletres del Ministeri francès de Cultura i va rebre el Gran Prix de la Ciutat de París el 1993. En aquesta ciutat morí després d'una llarga malaltia el 1996.
Va morir en una clínica de París per complicacions del càncer el 24 de novembre de 1996. Va ser enterrat al cementiri sud de Saint-Mandé.

## Cronologia de vida i creativitat
- 1929 - Nascut el 6 d'abril a Tomsk.
- 1945 - Inici de les classes de música als Cursos d'Educació Musical General (KOMO).
- 1946 - Graduació de secundària.
- 1946 - Admissió a la Universitat Estatal de Tomsk a la Facultat de Física i Matemàtiques.
- 1946 - Ingrés a la Facultat de Música.
- 1948 (juny) - Inici de la correspondència amb Dmitri Xostakóvitx.
- 1950 - Graduació de la Facultat de Música. En primer lloc, l'admissió sense èxit al Conservatori de Moscou.
- 1951 - Es va graduar a la Universitat de Tomsk, va entrar a l'escola de postgrau. Segona admissió al Conservatori de Moscou. Expedició de folklore a la regió de Kursk.
- 1955 (estiu) - Expedició de folklore a Altai.
- 1956 (primavera) - Graduació del conservatori. Expedició de folklore a la regió de Tomsk i Altai. Unir-se a la Unió de Compositors de l'URSS. Admissió a l'escola de postgrau al Conservatori de Moscou.
- 1957 - Matrimoni amb Galina Vladimirovna Grigorieva (n. 1935, Moscou)
- 1959 - Finalització de l'escola de grau. Inici de l'activitat docent al Conservatori de Moscou.
- 1960 (9 de setembre) - va néixer el fill Dmitry.
- 1964 (30 de novembre) - primera interpretació de la cantata El Sol dels Inques a Leningrad.
- 1965 - Interpretació de la cantata Sol of the Incas a Darmstadt i París. El 7 de juliol va néixer la filla Ekaterina.
- 1966 (agost) - Publicació de l'article La nova tecnologia no és moda.
- 1978 (juliol) - Interpretació del Concert per a violí a Milà.
- 1980 (octubre) - Representació de Rèquiem a Hamburg.
- 1982 - Publicació del llibre Instruments de percussió en l'orquestra moderna.
- 1984 (novembre) - Producció del ballet Confessió a Tallinn.
- 1986 - Publicació del llibre Música moderna i problemes de l'evolució de la tècnica de la composició. Atorgat el títol d'Oficial de l'Ordre de les Lletres i les Arts (França).
- 1986 (març) - Producció de l'òpera “L'escuma dels dies” a París; (setembre) Interpretació del Concert per a viola a Berlín.
- 1987 - Matrimoni amb Ekaterina O. Kuprovskaya (n. 1966, Ekaterinburg)
- 1988 (març) - Interpretació de la Simfonia a París.
- 1988 (9 de febrer) - va néixer la filla Anna.
- 1989 - va rebre el títol d'"Artista Honorat de la RSFSR".
- Gener 1990 - Secretari de la Unió de Compositors. President de l'Associació de Música Contemporània de Moscou. El 7 de març va néixer la filla Maria. Treballa a l'IRCAM (París) per invitació de Pierre Boulez.
- 1991 - Concert per a guitarra i orquestra. El 19 de març va néixer el net Nikolai.
- 1992 - La vida i la mort de Jesucrist - oratori. El 21 de juliol va néixer el net Fiodor.
- 1993 - Sonata per a clarinet i piano, Concert per a flauta, vibràfon, clavecí i cordes. Finalització de l'òpera Rodrigue et Chimène de Claude Debussy.
- 1994 - Simfonia de cambra núm. 2. Sonata per a saxo i violoncel. (juliol) Denisov va tenir un accident de cotxe. Enviat per rebre tractament a un hospital de París.
- 1995 - Finalització del drama religiós de Franz Schubert Llàtzer o el triomf de la resurrecció. From Twilight to Light és una peça per a acordió. Cors de la música de l'obra Medea basada en Eurípides.
- 1996 - Escrita la Segona Simfonia, Sonata per a dues flautes, Concert per a flauta i clarinet i orquestra, Women and Birds (Femme et oiseaux) per a piano i conjunt, Before Sunset per a alt flauta i vibràfon. 24 de novembre - Mort en un hospital de París.

## Assajos (selecció)
Principals obres d'Edison Denisov
- Пена дней (Espuma dels dies). Drama líric en 3 actes i 14 escenes basat en la novel·la Boris Vian (libret d'E. Denisov). 1981.
- Четыре девушки (Les quatre filles). Òpera en 6 escenes basada en l'obra de Pablo Picasso (libret d'E. Denisov). 1986.
- Rèquiem per a soprano, tenor, cor i orquestra sobre poemes de Francisco Tanzer i textos litúrgics (en cinc moviments). 1980.
- История жизни и смерти Господа нашего Иисуса Христа (La història de la vida i la mort de nostre Senyor Jesucrist) per a tenor, baix, cor i orquestra sobre textos del Nou Testament i de la litúrgia ortodoxa. 1992.
- Солнце инков (Sol dels Inques) per a soprano i conjunt, poemes de Gabriela Mistral. 1964.

## Premis i títols
- Cavaller de l'Ordre de la Legió d'Honor (França).
- Cavaller de l'Orde de les Arts i de les Lletres (França).
- Artista popular de la Federació Russa (29 de desembre 1994) - per a serveis al camp de l'art.[4]
- Artista Honorat de la RSFSR (1989).
- Ciutadà d'honor de París.